# Damalis andron
Damalis andron är en tvåvingeart som beskrevs av Walker 1849. Damalis andron ingår i släktet Damalis och familjen rovflugor. Inga underarter finns listade i Catalogue of Life.